# Opius delhianus
Opius delhianus är en stekelart som beskrevs av Fischer 1966. Opius delhianus ingår i släktet Opius och familjen bracksteklar. Inga underarter finns listade i Catalogue of Life.